# JimJam
O JimJam é um canal de televisão infantil dedicado a crianças com idades compreendidas entre os 1 e 6 anos que emitiu em Portugal e ainda emite em Angola e Moçambique através da DStv.

## História

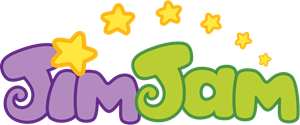
Logotipo utilizado até 2018

O canal emite em Angola através da DStv e emitia em  Moçambique pelas operadoras DStv, StarTimes, GOtv, TMT e TVCabo. Também já fez parte da grelha da Zap em ambos os países na posição 46, mas acabou por sair no início de 2020.
Em Portugal, a sua emissão é totalmente em língua portuguesa e músicas cantadas em inglês,o canal emite mais de 20 Horas até 2013, quando o canal mudou-se para 24 horas.

### JimJam em Portugal
Na Optimus Clix, o canal está disponível na posição 35, foi removido quando se mudou para NOS em maio de 2014, e na Nowo, a mesma situação verificou-se, o canal era disponibilizado em Português e Inglês, mas foi retirado da oferta de canais, no dia 1 de julho de 2017, fez parte da grelha de canais Vodafone na posição 56, foi alterado na posição 359 no dia 26 de abril de 2018 e sendo removido, por fim, a 1 de julho de 2018. 
A MEO passou a ser a única operadora a oferecer o canal JimJam naquela altura.

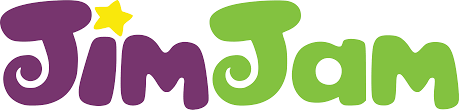
Logo do JimJam utilizado até 2022 em Angola desde 2018 como Jim Jam Português

Recentemente, o canal JimJam mudou de aspeto relativamente ao logótipo do canal e à publicidade aos seus programas infantis.
Pouco ou nada se sabe sobre Silvia C , a voz-off que aparece no conteúdo da publicidade dos programas do JimJam.
Nos últimos tempos (2021 e 2022 pelo menos), que o canal sofria de pequenas anomalias nalguns episódios de séries como a faixa de áudio em português de Portugal misturado com outra língua, áudio noutra língua, raros erros no EPG e entre outras.

## Disponibilidade em Angola (África)
O canal ainda está disponível na operadora angolana DStv como "Jim Jam Português" na posição 586.

## Extinção do Canal JimJam
Na fatura de abril para maio da MEO, foi anunciado que os canais JimJam e CBS Reality iriam sair da grelha da MEO a 30 de junho.
Poucos minutos após a meia-noite do dia 1 de julho de 2022, a MEO cortou o sinal e mostrou uma mensagem a avisar que o canal tinha saído da grelha apanhando muitos clientes de surpresa nas próximas horas e apareceu a mensagem de aviso:
Informamos que o canal JimJam deixou de fazer parte da grelha de canais do MEO— Diretor da Altice Portugal, Zenial Brava após o corte de sinal
Ainda era possível aceder às gravações automáticas e assistir a programas deste canal. Poucos dias depois, o canal foi retirado das boxes e consequentemente, deixou de ser possível a visualização de programas a partir das gravações automáticas. Dias  mais tarde na RFTV (coaxial), o canal deixou de exibir a mensagem e foi definitivamente retirado.
A MEO, desde o encerramento do canal a 1 de julho de 2022, começou a receber dos clientes, reclamações relativas à saída do canal daquele operador, também como da saída do canal CBS Reality. As queixas foram apresentadas em várias plataformas como o Fórum MEO, Portal da Queixa, Facebook,.... As queixas foram apresentadas por pais afirmando que o canal fazia falta pôr conter conteúdos educativos. A MEO não apresentou, até ao momento, qualquer justificação. Alguns especulam que o canal terá sido retirado porque a AMC deu ordens para tal, outros dizem que a MEO não achou o canal rentável por não ter publicidade a produtos entre programas. A MEO, em resposta às queixas, o canal foi extinto.